# Коби (Чечня)
Ко́би (чечен. Керла-Гилна) — село в Шелковском районе Чеченской Республики. Образует Кобинское сельское поселение.

## География
Село расположено в 4 км к западу от районного центра — станицы Шелковской, севернее трассы Р262 Ставрополь—Крайновка; также южнее села проходит железнодорожная линия Северо-Кавказской железной дороги (остановочный пункт «23 км»).
Населённый пункт фактически находится в полупустынной зоне Шелковского района, однако в той её части, которая густо испещрена оросительными каналами. Южнее и юго-западнее села проходят такие каналы как Наурско-Шелковская ветвь, Шелковской коллектор, Щедринский канал, Червлёнский коллектор. Ещё южнее, уже в плодородной пойме Терека, находится крупный лесной массив — Парабочевский заказник. У его северной кромки располагается особо охраняемая природная территория республиканского значения «Озеро Карьерное», образованная на базе одноимённого водохранилища.
Севернее и северо-западнее села проходят каналы Северный коллектор и канал имени Куйбышева. В районе села (особенно к северу от Коби) расположено множество курганов разной высоты. Наиболее значительные находятся северо-восточнее населённого пункта — курган Два Брата (25,5 м) и курган Филимонов (21,6 м).
Ближайшие населённые пункты: на северо-западе — село Каршыга-Аул, на востоке — станица Шелковская, на юго-востоке — станица Шелкозаводская и посёлок Парабоч, на юго-западе — станицы Ново-Щедринская и Старо-Щедринская.

### Микротопонимиясела
- Бизан-кӏобар («курган Бизана»; вероятно, от осет. къуыбыр — холм, возвышенность, бугор[7]) — курган к западу от села. Назван по имени осетина Бизана, который держал здесь свою скотину.
- Курган Медведев — к западу от села. Назван по имени казака Медведева, который содержал в этом месте своих овец и коней.
- Рамазановская поляна — урочище к востоку от Коби.
- Тушинская земля — участок земли к западу от села, в своё время арендованный у богатых казаков, где тушинские овцеводы держали свои отары.
- Ямо-кошар — урочище к западу от Коби, где находилась кошара осетина Ямо. Кроме того, в лесном массиве западнее села отмечено урочище, где ранее вырабатывали древесный уголь для кузнечных дел[8]:625.

## История
Село основано в 1913 году осетинами — переселенцами из одноимённого селения Коби (осет. Къоб), которое расположено на берегу Терека на Военно-Грузинской дороге, северо-восточнее Крестового перевала, в так называемой Кобской котловине (или Кобском ущелье), в устье Трусовского ущелья (Душетский уезд Тифлисской губернии Российской империи, ныне Казбегский муниципалитет Грузии). Разрешение от властей на переселение с высокогорья на равнину было получено в 1907 году. По некоторым неподтверждённым данным, к моменту возникновения Коби на территории нынешнего Шелковского района уже существовали осетинские общины (с XIX века; в частности, упоминаются осетины Бизиковы, проживавшие сначала в станице Старогладовской, а затем основавшие хутор недалеко от нынешнего Коби).
Жители Коби, являясь православными, были прихожанами церкви в соседней Шелковской, так как собственной церкви в селе не было.
Зимой и в начале весны 1993 года в горах Ножай-Юртовского района Чечни произошли разрушительные оползни, повлекшие за собой человеческие жертвы. Было решено переселить жителей пострадавших населённых пунктов в Шелковской район. В селе Коби в значительном количестве были выделены участки для жителей села Гиляны. В результате этого на сегодняшний день большинство жителей Коби — это уроженцы села Гиляны.
В 1990-е годы в связи с политической нестабильностью в Чечне практически всё коренное осетинское население выехало из Шелковского района на постоянное жительство в Северную Осетию. Существуют данные, что по состоянию на 2008 год в Коби проживало всего 2 осетинских семьи. При этом в Северной Осетии насчитывается более 50 фамилий выходцев из Коби. В тот же период из села выехали проживавшие в Коби аварцы, выходцы из Ахвахского (село Кудиябросо, ахвахцы) и Цумадинского (село Кеди) районов Дагестана. В 1990-е годы аварцы составляли значительную часть населения Коби; по состоянию на 2005 год, по некоторым данным, в Коби оставалось лишь около 10 аварских семей.
В память о Коби в августе 2008 года в Северной Осетии, недалеко от станицы Архонской, была освящена часовня в честь святого великомученика Георгия Победоносца, построенная бывшими жителями села.

## Население
| 1926  | 1990  | 2002  | 2010  | 2012  | 2013  | 2014  |
| ----- | ----- | ----- | ----- | ----- | ----- | ----- |
| 288   | ↗1024 | ↗1507 | ↗1805 | ↗1891 | ↗1950 | ↗1999 |
| 2015  | 2016  | 2017  | 2018  | 2019  | 2020  | 2021  |
| ↗2071 | ↗2110 | ↗2118 | ↗2136 | ↗2147 | ↗2180 | →2180 |
| 2023  | 2024  |       |       |       |       |       |
| ↗2239 | ↗2284 |       |       |       |       |       |

По данным переписи 2002 года, в селе проживало 1507 человек (716 мужчин и 791 женщина), 77 % населения составляли чеченцы.
По данным Всероссийской переписи населения 2010 года:
| Народ   | Численность, чел. | Доля от всего населения, % |
| ------- | ----------------- | -------------------------- |
| чеченцы | 1506              | 83,43 %                    |
| аварцы  | 244               | 13,52 %                    |
| ногайцы | 36                | 1,99 %                     |
| кумыки  | 12                | 0,66 %                     |
| осетины | 3                 | 0,17 %                     |
| русские | 3                 | 0,17 %                     |
| татары  | 1                 | 0,06 %                     |
| всего   | 1805              | 100 %                      |